# R98, Storby Storskrald
|  | Denne artikel er oprettet af botten Steenthbot ud fra en ekstern database. Den kan derfor have sproglige fejl eller mangler. Denne skabelon kan fjernes efter kontrol af indholdet. |

R98, Storby Storskrald er en dansk dokumentarfilm fra 1981 instrueret af Kai Michelsen.

## Handling
Film om affaldshåndtering i København udført af selskabet R98.